# Balta Verde (okręg Dolj)
Balta Verde – wieś w Rumunii, w okręgu Dolj, w gminie Podari. W 2011 roku liczyła 466 mieszkańców.